# Текстура осадових порід шарувата

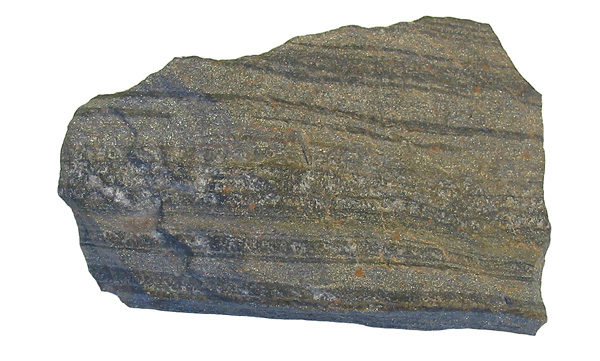
Шарувата осадова залізна руда.

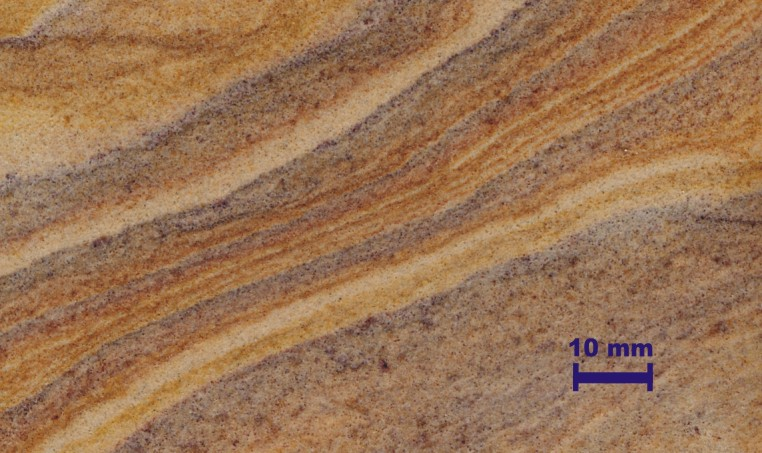
Шаруватий пісковик.

Текстура осадових порід шарувата – різновид текстури гірських порід. Характерна наявністю шарів, що чергуються. Окремі шари відрізняються складом, крупністю частинок, кольором та ін. особливостями. 
Це викликано нерівномірністю осадження матеріалу в часі та утворенням поверхонь розмиву. Шаруватість гірських порід – одна з найважливіших індифікаційних ознак осадових порід. Іноді шари розрізняються тільки під мікроскопом (мікрошарувата текстура).